# Falkland Islands Radio Service
Falkland Islands Radio Service (en español: Servicio de Radio de las Islas Malvinas) es una emisora de radio independiente de las islas Malvinas, con base en Puerto Argentino/Stanley.
La estación transmite durante 76 horas a la semana y ofrece una programación que incluye música, noticias locales y shows telefónicos. La estación cuenta con cinco miembros a tiempo completo del personal, unos 15 presentadores a tiempo parcial y voluntarios de la comunidad para contribuir un poco de programación.
Aunque oficialmente se llama Servicio de Radio de las Islas Malvinas, la estación es referida como Radio Malvinas y por sus iniciales FIRS. Los principales competidores de la emisora son KTV Radio Nova y KTV Radio Nova Santa FM, como así también Radio BFBS.

## Historia
El primer sistema de radiodifusión en las islas apareció en 1929. La primera transmisión inalámbrica se hizo posible en 1942 y en 1954 se instaló un transmisor de onda media 5 kW. En 1955 la sede se trasladó de Ross Road a su ubicación actual en John Street. Hasta 2005 fue de propiedad estatal y se denominó Estación de Radiodifusión de las Islas Malvinas (en inglés: Falkland Islands Broadcasting Station; FIBS).
Como parte de las negociaciones para la transferencia de soberanía de las islas Malvinas, el 1 de junio de 1971 se firmó la Declaración Conjunta referente a comunicaciones entre las Islas Malvinas y el territorio continental argentino. El acuerdo incluyó la enseñanza del idioma español para la población. María Fernanda Cañás y su hermana fueron seleccionadas para ser las primeras maestras de español en 1974. Dos veces por semana, las maestras daban clases por la radio local para los habitantes del Campo. Las clases eran de español rioplatense y los materiales de estudio y ejercicios se enviaban a los establecimientos más lejanos por hidroaviones. Las clases de español por radio duraban entre 30 y 45 minutos y se dedicaban a la práctica oral del idioma. María Fernanda y su hermana realizaban diálogos con momentos de silencio para que los oyentes pudieran responder o practicar. También se pasaba música argentina.
En ese entonces, la radio transmitía dos veces al día. La primera de ellas en la mañana para las amas de casa desde las 10:30 hasta las 12 del mediodía. Luego, por la tarde, comenzaba a transmitir desde las 17:30 hasta las 22:00 horas. El sistema de radio era centralizado y se llamaba VOX. Los aparatos de este sistema estaban disponibles en todos los hogares de las islas y funcionaban todo el tiempo, sin apagarse. En cuanto a la programación, se encontraban las conexiones con la BBC y los mensajes locales.
El 3 de abril de 2015 el sitio web oficial de la radio sufrió un ataque de un activista digital conocido como "Libero". Las transmisiones web fueron interrumpidas y fueron reemplazadas por el himno nacional argentino, con la leyenda "Las Malvinas Son Argentinas". El hacker también atacó el sitio web del Comité de Cuentas Públicas de las islas.

### Guerra de las Malvinas
Durante la guerra de las Malvinas, en 1982, la estación de radio fue denominada LRA60 Radio Nacional Islas Malvinas, perteneciendo a LRA Radio Nacional. Además de la cobertura de la guerra, también se transmitieron instrucciones hacia los habitantes de las islas y las estrofas del Himno Nacional Argentino. La radio además emitió en cadena nacional la jura del general Mario Benjamín Menéndez como gobernador de las islas. LRA60 fue el principal vínculo entre la población isleña y las fuerzas argentinas.

#### 1 y 2 de abril
El día anterior al desembarco argentino de las islas, el 1 de abril, el gobernador colonial británico Rex Hunt había solicitado mantener el control de la estación de radio el mayor tiempo posible y grabó un mensaje de advertencia y pedido de tranquilidad para los isleños que fue transmitido en la radio. Durante toda la noche del 1 al 2 de abril, el gobernador se comunicaba en vivo con Patrick Watts, locutor malvinense y jefe de la estación, y transmitía mensajes a la población sobre los posibles movimientos de las fuerzas argentinas y la hora de arribo estimada a la capital isleña.
Durante más de diez horas Watts también pedía a los habitantes que llamaran a la estación en caso de tener información y lo hicieron de forma masiva. Algunos pobladores señalaban ver barcos argentinos, desembarco de fuerzas, izado de banderas argentinas, movimientos de tanques blindados y disparos.
El 2 de abril durante la Operación Rosario la radio transmitió en vivo la toma de la estación por las Fuerzas Armadas argentinas. Un archivo de ese momento se conserva en el Museo Imperial de la Guerra en Londres. Eran las nueve de la mañana y había solo dos personas trabajando en la estación de radio, el locutor y un operario. Al llegar, un capitán argentino dio instrucciones en inglés de forma amable, mientras el locutor Watts denunciaba a los oyentes que los soldados argentinos (había seis soldados) lo apuntaban con sus armas en la espalda para dar un mensaje. Watts pidió que los soldados depusieran las armas y dejasen de fumar. Los soldados gritaban en español.
Luego él y un locutor argentino anunciaron lo siguiente, y se transmitió por primera vez el himno argentino.

A partir del día de la fecha, 2 de abril de 1982, inicia su transmisión LRA Radio Islas Malvinas para toda la República Argentina.
Begins the transmission, LRA Islas Malvinas Broadcasting Station for the all of the Argentine Republic. We should listen now the Argentine National Anthem.
Primer anuncio oficial en español e inglés tras la toma de la radio.

#### Transmisiones regulares
Everto Hugo Caballero, por órdenes de los militares argentinos, se hizo cargo del sistema de radiotelefonía existente en las islas y recibió la colaboración del personal técnico que la Subsecretaría de Comunicaciones que se había encargado de montar unos años antes LRA36 Radio Nacional Arcángel San Gabriel en la Antártida Argentina. Radio Nacional inició su transmisión regular desde la capital isleña el 4 de abril con la voz del locutor Norman Carlos Powell, con la colaboración del operador de estudio, Fernando Héctor Péndola y bajo la dirección de Ernesto Manuel Dalmau, quien oficiaba de inspector técnico mayor. Lucio Eduardo Mansini era el jefe de la Sección de Radioaficionados y tenía como misión coordinar y organizar aspectos administrativos de los radioaficionados de las islas, que hacia la guerra había unos 150.
Las transmisiones de LRA60 se realizaron aprovechando la infraestructura de la FIBS que transmitía en onda media. Pocos días después comenzaría la emisión de LU 78 Canal 7 Islas Malvinas. Estas emisiones locales en inglés y castellano sirvieron para difundir noticias, servicios y música clásica y folklore nacional. La radio difundía, en inglés y castellano, noticias (algunas de ellas provenientes de los servicios de la BBC), servicios y música argentina como Folklore y Tango, incluyendo música militar. La radio también se empleó para difundir noticias de ENCOTEL y de la agencia Télam. A partir del 1 de mayo de 1982, cuando comenzaron los ataques británicos, la radio comenzó a transmitir en circuito cerrado para Puerto Argentino.
Powell dejó de ser locutor en la radio hacia fines de abril, mientras que a fines de mayo los empleados de la Oficina Radiopostal de las islas se instalaron en la sede de LRA60. Patrick Watts continuó transmitiendo los informativos en inglés durante la guerra. En una ocasión delató que el aeropuerto de Puerto Argentino seguía en operaciones pese a un bombardeo británico. Watts tuvo problemas frecuentes con las fuerzas argentinas y al finalizar el conflicto recibió la Orden del Imperio británico. Watts estaba molesto con la denominación en español de la radio y de la capital isleña, optando por utilizar circunloquios para evitar el uso de nombres argentinos.

It hurt me greatly to call it [the radio station] Radio Nacional Islas Malvinas, and I used to try to avoid referring to Port Stanley as Puerto Argentino. I called it 'the capital' or the 'largest settlement on the island'.
Me dolió mucho llamar [a la estación de radio] Radio Nacional Islas Malvinas, y yo solía tratar de evitar referirme a Port Stanley como Puerto Argentino. Yo lo llamaba 'la capital' o el 'asentamiento más grande en la isla'.
Patrick Watts

Por la radio también se transmitieron mensajes para los militares argentinos.
El gobierno argentino dio fin oficialmente a la radio, el 7 de septiembre de 1982. Esto fue a través de un comunicado reservado, por el cual el director del Servicio Oficial de Radiodifusión, Ricardo Manuel Subiela, indicaba suprimir la mención de LRA60 «como una corresponsal integrante de este Servicio».
También existieron durante la guerra dos estaciones de radio, llamadas Radio Atlántico del Sur y Radio Liberty, que transmitían para los soldados argentinos y británicos, respectivamente. Así mismo un malvinense, Reg Silvey (que mantenía un faro y era radioaficionado), emitió mensajes desde una radio clandestina.
Desde julio de 2013, la estación LRA24 Radio Nacional Río Grande emite un boletín informativo en inglés destinado a los habitantes de las Malvinas, aprovechando que la cobertura de la emisora llega al archipiélago. La Radio Nacional de Ushuaia lleva desde 1964 el nombre de LRA10 Radio Nacional Ushuaia e Islas Malvinas.